# Inotrechus kurnakovi
Inotrechus kurnakovi is een keversoort uit de familie van de loopkevers (Carabidae). De wetenschappelijke naam van de soort is voor het eerst geldig gepubliceerd in 1989 door Dolzhanski et Ljovuschkin.